# Maria Magnani Noya
Maria Magnani Noya (Genova, 24 ottobre 1931 – Torino, 9 dicembre 2011) è stata una politica italiana. Fu la prima donna a diventare sindaca di Torino. Avvocata penalista di formazione laica, impegnata in importanti processi politici, fu più volte parlamentare per il Partito Socialista Italiano, sottosegretaria alla Sanità nel primo governo Craxi e poi parlamentare europea. Il suo impegno politico si svolse soprattutto nel campo del diritto di famiglia, dei diritti civili e dei diritti delle donne.

## Biografia
La famiglia si trasferì da Genova a Biella, subito dopo la sua nascita. Durante gli studi classici presso il Liceo Quintino Sella maturò i valori e le convinzioni ideologiche che la accompagnarono per tutta la vita: antifascismo di ispirazione democratico liberale, il laicismo, il culto degli ideali repubblicani espressi nella Costituzione e la lotta per l'emancipazione femminile. L’entusiasmo per questi temi la portarono a voler intraprendere la professione di avvocato scontrandosi con i costumi sociali dell’epoca. Dopo essersi laureata intraprese il praticantato da avvocato, impattando contro i pregiudizi che sconsigliavano l’ambito penale avvocatizio alle donne secondo la concezione per cui la personalità femminile, instabile ed emotiva, fosse inadeguata al ruolo.

## Impegno politico

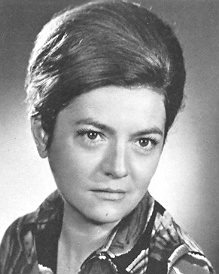
Maria Magnani Noya

### Formazione politica
Nel 1950 si iscrisse alla facoltà di Giurisprudenza presso l’Università di Torino. In questo periodo cominciò la sua attività politica entrando a far parte dell’organizzazione studentesca laica Unione goliardica italiana, inoltre strinse legami con il gruppo politico Amici de Il Mondo ed ebbe modo di conoscere i futuri esponenti di primo piano del Partito Radicale: Mario Pannunzio e Marco Pannella.

### I primi anni nel Partito Socialista
Nel 1956 aderì al Partito radicale e si candidò alle elezioni amministrative della città di Torino nella lista Rinnovamento democratico, un raggruppamento comune composto da repubblicani, radicali ed indipendenti. Nel 1960 cominciò la sua attività politica all’interno del Partito Socialista Italiano nell’ottica di attuare riforme nel campo lavorativo, civile e politico a favore soprattutto delle donne, per superare i residui dell’eredità giuridica fascista. La sua dedizione si espresse in particolare verso le tematiche della condizione femminile: per attuare una legislazione a tutela della manodopera femminile, impiegata in specifici settori industriali e nei servizi, per potenziare l’accessibilità all’istruzione media e per migliorare la scuola materna statale. 
A tal proposito fu attiva in varie associazioni femminili come l’Unione donne italiane, il Comitato associazioni femminili torinesi e l’Associazione nazionale donne elettrici, promuovendo la riforma del diritto di famiglia, l’introduzione del divorzio, l’educazione sessuale e l’obiezione di coscienza. Divenuta portavoce di questi temi si oppose strenuamente al paternalismo pregno di pregiudizi della componente maschile del partito, nettamente maggioritaria.

### La battaglia per il divorzio
Nella lunga lotta per la nascita dell’istituto del divorzio e per il suo riconoscimento effettivo contro i tentativi di affossamento da parte delle forze conservatrici e clericali, a partire dal 1966, insieme ad altre politiche torinesi, animò e coordinò associazioni esterne come la LID (Lega italiana per il divorzio) e l’AIEMP (Associazione per l’igiene e l’educazione matrimoniale e prematrimoniale), formalmente apartitiche ma di ispirazione radical socialista. La mobilitazione all’interno del PSI per la campagna a favore dell'approvazione della legge sul del divorzio ebbe risultato positivo nel dicembre del 1970. La difesa del divorzio non la interpretava solo nei termini di garanzia di un diritto civile, quanto come la base su cui instaurare un nuovo tipo di famiglia in cui si potesse realizzare pienamente ed in maniera effettiva l'emancipazione della donna partendo da un piano di parità sociale.

### L'attività parlamentare
Nel 1972 risultò essere l’unica donna del Partito Socialista Italiano eletta deputata al Parlamento italiano per tre legislature fino al 1983, occupando la carica di segretaria dell’ufficio presidenza della Camera dei deputati e sottosegretaria al Ministero dell’Industria (attuale MiSe) nei governi Cossiga e Forlani (1980-1981), e al Ministero della sanità nel I e II governo Spadolini (1982).
Come deputata contribuì a contrastare i tentativi di accordo con la Democrazia Cristiana per affossare la legge sul divorzio, rivelando la compattezza del suo partito nel difendere una legge diventata il simbolo di un’alternativa laica e progressista, che si contrapponesse al conservatorismo democristiano e alla politica di compromesso del Partito Comunista Italiano. 
Di grande rilevanza fu anche il suo impegno nel concretizzare la lunga elaborazione concepita negli anni Sessanta per rivedere la legge generale del 1942 sul diritto di famiglia: la discussione dei vari progetti di legge iniziò con la legislatura del 1972 e si concretizzò nel testo comune elaborato in Commissione giustizia, per poi realizzarsi con la legge n.151 del 19 maggio 1975. 
Nella sua lunga carriera parlamentare si adoperò lungamente quindi in materia di diritto di famiglia e di normative sociali soprattutto a tutela delle donne, occupandosi di promozione della parità di genere, accesso al diritto all'aborto, norme penali contro la violenza sessuale, promozione di consultori familiari, implementazione e tutela delle normative a favore delle lavoratrici, abolizione dell’istituto del matrimonio riparatore e contro il concetto giuridico del delitto d'onore e del debito coniugale, denunciando la spirale di violenza che la società patriarcale scaricava sui più deboli, in particolare sulle donne e sui figli.

### L'impegno come penalista
L'improvvisa morte del marito, a soli 48 anni nel 1968, anche lui avvocato e titolare di uno studio legale a Torino, la costrinse a gestire l’attività in autonomia. Con il supporto delle amiche e colleghe Maura Ciani e Carletta Bessone, lo studio legale Noya proseguì la propria attività e da quel momento in avanti vi lavorarono prevalentemente altre donne. Magnani conciliò la propria attività politica e gli incarichi al parlamento e al governo con la pratica forense, privilegiando processi con un rilievo politico. È il caso della difesa degli operai FIAT in seguito ai fatti di corso Traiano del 1969, della Rhodiatoce, della difesa civile per i blocchi ferroviari e stradali in Val di Susa. Fra i processi politici figurano quelli per violenza sessuale. Il più noto fu quello di Claudia Caputi, una ragazza che nel 1977 denunciò una brutale violenza di gruppo e fu invece accusata di simulazione del reato dallo stesso pubblico ministero e infine seviziata una seconda volta dai suoi violentatori per la denuncia fatta.
L’impegno politico maggiore come avvocata arrivò con il processo torinese alle Brigate Rosse. Il processo vero e proprio iniziò nel 1978 dopo 134 defezioni di giudici popolari e l'assassinio del presidente dell’Ordine degli avvocati di Torino, Fulvio Croce, che aveva assunto su di sé la difesa d’ufficio dopo la rinuncia di molti penalisti, poiché i terroristi consideravano gli avvocati “collaborazionisti di regime”. Credendo fermamente nella necessità di celebrare il processo, Magnani Noya accettò di essere nominata difensore e portò a termine il proprio compito tra accuse e minacce al punto da essere costretta a vivere sotto scorta.

### Pari opportunità, condizione della donna e aborto
Maria Magnani Noya si impegnò sui temi della contraccezione e per la depenalizzazione dell’aborto. Nel 1974 presentò il progetto di legge “Norme per l’istituzione di centri di medicina preventiva e controllo delle nascite”, che si differenziava da altri perché, oltre a compiti di assistenza e consulenza della coppia, richiedeva la formazione di personale per un’azione preventiva capillare sui territori in materia di educazione sessuale. Nell’ambito del PSI favorì la richiesta di pari opportunità per le donne a partire da un quorum di almeno il 15 per cento di presenze femminili in tutte le istanze di partito e delle istituzioni. 

### Prima sindaca donna di Torino
La proposta di Maria Magnani Noya a sindaca di Torino s'inserì in questo contesto di forte valorizzazione paritaria della presenza femminile nel partito, riscuotendo anche il gradimento degli altri partiti. Nel 1987 fu la prima donna eletta sindaca per la città di Torino, allora un territorio urbano in grande trasformazione. Perciò si occupò di promuovere un nuovo Piano regolatore generale comunale per la riconversione di aree industriali dismesse, in particolare dell’ex stabilimento FIAT Lingotto trasformato in area fieristica e dell'Area dell'ex Arsenale destinata al SERMIG. Propose poi una maggiore apertura verso il turismo e attuò politiche e interventi a favore degli stranieri residenti. La sua amministrazione si caratterizzò per la gestione del Campionato mondiale di calcio 1990 e la conseguente realizzazione dello Stadio delle Alpi, fortemente voluto dal CONI, in contrasto con alcuni dei partiti torinesi e la stessa amministrazione, nonché le squadre del Torino e della Juventus. Il dissenso in merito al sottopasso di corso Regina Margherita e l'istituzione di una zona a traffico limitato nel centro città la portarono a dover cedere il passo a Valerio Zanone nel luglio 1990.

### La vicepresidenza del Parlamento europeo
Il 18 aprile 1989 venne eletta al Parlamento europeo, unica donna su 12 eletti, seconda solo al segretario nazionale del Partito Socialista. Ricoprì numerosi incarichi a Strasburgo, divenendo anche Vicepresidente dell’Assemblea per due anni, dal 1992 al 1994. Si occupò prevalentemente di relazioni internazionali come membro della Commissione per lo sviluppo poi della Commissione per il commercio internazionale e della Commissione per gli affari esteri. Fu a lungo membro della Delegazione per le relazioni con gli Stati Uniti e della Convenzione fra gli stati dell’Africa, dei Caraibi e del Pacifico e la Comunità Economica Europe. Al contempo, si impegnò nella Commissione per i diritti della donna e l'uguaglianza di genere.

### Gli ultimi anni
Durante l'inchiesta Mani pulite ricoprì il delicato incarico di amministratore liquidatore delle finanze del PSI: questo fu il suo ultimo incarico a livello nazionale, in seguito non accettò altri coinvolgimenti nella politica attiva, nei cui partiti non si riconosceva più. Continuò tuttavia a seguire con passione le questioni riguardanti i diritti civili. Nel 2005 fece parte, insieme ad altre tra cui Emma Bonino e Nicoletta Casiraghi, del Comitato delle donne per il sì al Referendum sulla procreazione assistita. Divenne inoltre collaboratrice dello Zonta Club, filiazione italiana dello Zonta International, antica associazione femminile statunitense accredita alle Nazioni Unite.
Morì a Torino poche settimane dopo aver compiuto 80 anni.